# سوني فون بولو
سوني فون بولو (بالإنجليزية: Sunny von Bülow) هي فاعلة خير أمريكية، ولدت في 1 سبتمبر 1932 في ماناساس في الولايات المتحدة، وتوفيت في 6 ديسمبر 2008 في نيويورك في الولايات المتحدة.

## وصلات خارجية
- سوني فون بولو على موقع إن إن دي بي (الإنجليزية)